# Sant Carlemany

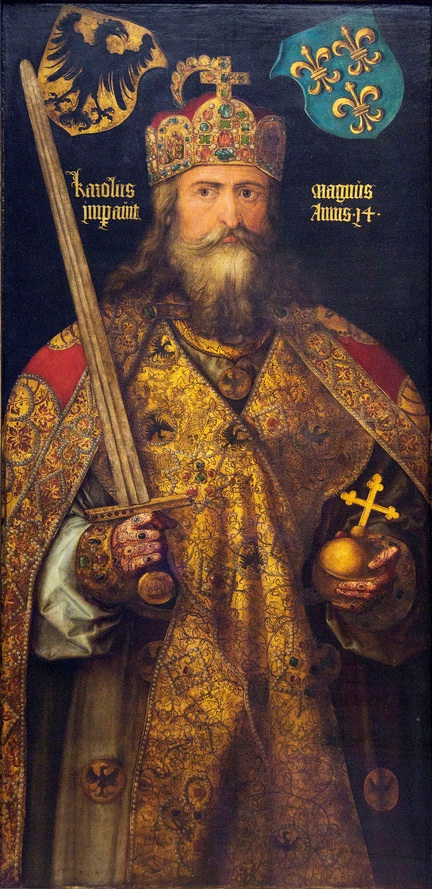
Carlemany imaginat per Albert Durer

Sant Carlemany és una sant no oficial que està dedicat al culte de l'Emperador Carlemany (768-814) que mai va arribar a ser santificat.

## Història
Segons Miquel Coll i Alentorn, l'any 1165 l'arquebisbe de Colònia Reinald, per indicació de Frederic I Barbaroja, canonitzà irregularment Carlemany.
A Girona va ser honorat oficialment com un sant durant 300 anys. A la Catedral de Girona tenia un altar propi.
A Estrasburg, Osnabrück i Aquisgrà va tenir altar i ofici propi abans del segle xiii.
Es van instituir dues festes per honorar-lo, el 28 de gener i el 29 de desembre, el trasllat de les relíqies de Carlemany. A aquesta darrera el Papa de Roma restablint la festa de Sant Tomàs Becket, qui precisament va ser una víctima del poder imperial.
A Aquisgrà (Aachen) hi tenia un altar, amb una reliquia seva. que portava la inscripció “en honor del Sant Apòstol Carles”. Allà es conserva el seu tron.
A Ratisbona es va establir la seva devoció, en contra de la voluntat del bisbe, en el monestir de sant Pere.
El 1354, Carles IV construí una capella en honor del Salvador i dels Sants Wenceslau i Carlemany.
Carles V el va convertir en protector de la casa reial junt a Sant Lluís (25 d'agost) i va inscriure "Sanctus Karolus Magnus" en el seu ceptre imperial.
Al segle xv, Lluís XI de França va estendre la festa de Sant Carlemany a tots els territoris francesos.
El 1478 va ser nomenat patró dels estudiants per l'interés que Carlemany havia mostrat per l'educacó dels seus súbdits.
Fins al segle xviii Navarra va celebrar la seva festivitat el 28 de gener.
Actualment el culte a Sant carlemany, que és un culte molt polèmic, se celebra a
Aquisgrà amb solemnitat el 28 de gener. A Zúric, d'on és el patró de la ciutat, se celebra el primer diumenge després del 26 de juliol, per un permís especial de l'església per tal com es considera un culte “immemorial”. També és el patró de les localitats de Hildesheim, Münster, Osnabrück, Paderborn, París, i alguns altres llocs.